# دلگشا (چالوس)
دلگشا، روستایی از توابع بخش مرکزی شهرستان چالوس در استان مازندران در ایران است.

## جمعیت
این روستا در دهستان کلارستاق غربی قرار دارد و براساس سرشماری مرکز آمار ایران در سال ۱۳۸۵، جمعیت آن ۴۴۵ نفر (۱۲۷خانوار) بوده است. مردم دلگشا از قومیت طبری هستند. مردم دلگشا به زبان طبری با گویش چالوسی سخن می‌گویند.